# プログレス (声優)
プログレスは、日本の男性声優。主にアダルトゲームに出演している。

## 出演作品

### 美少女ゲーム
- Unbalance 〜アンバランス〜（大久保純）
- 淫声 うたごえ（加藤）
- 彼女はメイド（金剛寺春樹）
- CONCERTO.（佐藤正[1]）
- 2×4! -ひとつ屋根の下で-（君塚弘幸）
- SeptemCharm まじかるカナン（ハヅナ）
  - まじかるカナン -RISEA-（ハヅナ）
- new〜メイドさんの学校〜（影月聖哉[2]）
- Like a Butler（ダリル・マッケンジー[3]）
- はっぴぃプリンセス（霞団十郎）
  - はっぴぃプリンセス 〜Another Fairytale〜（霞団十郎）

### BLゲーム
- カフェ・リンドバーグ 〜ぼくらの恋愛心理学2〜（高見沢司[4]）
- 〜サイレントムーン〜 silent moon（月玖亮介）
- SILVER CHAOS（アドニス[5]）
  - SILVER CHAOS FAN BOX〜ETERNAL FANTASIA〜（アドニス[6]）
  - Artificial Mermaid-SILVER CHAOSII-（ユーリ＝ミモリ[7]）
- 新婚さん〜Sweet Sweet honeymoon〜（市河修平[8]）
- 花町物語（榎本朔夜[9]）
- マブラヴ サプリメント（銀行強盗2）
- LIVE×EVILシリーズ（ユウシ・イズミ）
  - LIVE×EVIL〜灼熱のエデマ〜
  - LIVE×EVIL〜熱砂のプロメテウス〜

### 乙女ゲーム
- Under The Moon（ユナン）
  - Under The Moon〜つきいろ絵本〜（ユナン[10]）
- すみれの蕾（東清一郎[11]）
- Pretty flap シリーズ（霜月海）
  - Pretty flap〜チョコレートテイスト〜 [12]
  - Pretty flap〜ショコラテイスト〜 [13]
- 星の王女（望月蒼[14]）
- 星の王女 -宇宙意識に目覚めた義経-（遮那王[15]）
  - 星の王女 -宇宙意識に目覚めた義経- 18禁追加ディスク（遮那王）

### OVA
- Unbalance アンバランス MENU.1 - 3（イズミ[16][17][18]）
- 陰陽師〜妖艶絵巻〜 第壱 - 弐話（宮本博雅[19][20]）
- まじかるカナン シリーズ（ハヅナ）
  - まじかるカナン VoL.1 登場!深紅の魔法戦士カーマイン
  - まじかるカナン VoL.2 エンジェルキッス危機一髪!
- 紅蓮 シリーズ（烈火）
  - 紅蓮　第一幕 鬼[21]
  - 紅蓮　第二幕 闇[22]
  - 紅蓮　第三幕 炎[23]